# Unwin Cove
Die Unwin Cove (spanisch Ensenada Unwin) ist eine Bucht an der Westküste der Trinity-Halbinsel an der Spitze der Antarktischen Halbinsel. Sie liegt unmittelbar südöstlich des Toro Point und nördlich der Landspitze Punta Ross.
Teilnehmer der Zweiten Chilenischen Antarktisexpedition (1947–1948) kartierten die Bucht und benannten sie nach Leutnant Tomás Unwin Lambie, der an dieser Forschungsreise beteiligt war und als Kommandant der Lientur bei den nachfolgenden Expeditionen von 1949 bis 1950 und von 1950 bis 1951 agierte. Das Advisory Committee on Antarctic Names übertrug die spanische Benennung 1964 ins Englische.